# Edidiong Odiong
Edidiong Odiong, född 13 mars 1997, är en friidrottare från Bahrain. Hon deltog vid olympiska sommarspelen 2016.